# Římskokatolická farnost Nový Malín
Římskokatolická farnost Nový Malín je územní společenství římských katolíků s farním kostelem Narození Panny Marie v děkanátu Šumperk.

## Historie farnosti
Dle datace na starém kostelním zvonu lze předpokládat, že kostel zde stál již v 15. století. V roce 1724 byl kostel značně přestavěn a v barokním slohu rozšířen stavitelem Jan Wisnerem z Uničova a Antonínem Scholzem ze Šumperka. Dostavěna byla i věž kostela s hodinami, na kterou v r. 1727 byla slavnostně usazena kostelní báň. V r. 1810 byla za hlavním oltářem přistavěna sakristie s oratoří. Zvětšený a renovovaný kostel byl v r. 1811 konsekrován olomouckým světícím biskupem Josefem Kolowratem. V následujících letech byla opravována střecha a báně kostela. V r. 1930 byl zcela obnoven.
V roce 2004 dostal kostel novou fasádu. V roce 2013 byla dokončena fasáda věže a opraveny věžní hodiny, restaurovány kamenné prvky na portále kostela. V roce 2014 byla provedena celková úprava kostelního náměstí a bezprostředního okolí kostela včetně výsadby nových stromů. 

## Duchovní správci
Od září 2012 je administrátorem excurrendo R. D. Mgr. Otto Sekanina.

## Bohoslužby
| Kostel               | Místo      | Bohoslužba (den) | Hodina      | Poznámka     |
| -------------------- | ---------- | ---------------- | ----------- | ------------ |
| Narození Panny Marie | Nový Malín | neděle čtvrtek   | 10.15 18.00 | farní kostel |

## Aktivity ve farnosti
Ve farnosti se pravidelně koná tříkrálová sbírka. V roce 2018 se při ní vybralo 74 499 korun. 
Pro farnosti děkanátu Šumperk vychází měsíčník Tamtam. 